# Internationale Filmfestspiele von Venedig 2007
Die 64. Internationalen Filmfestspiele von Venedig (64. Mostra Internazionale d'Arte Cinematografica) fanden vom 29. August bis zum 8. September 2007 statt. Eröffnet wurde das weltweit älteste Filmfestival, das neben den Internationalen Filmfestspielen von Cannes und der Berlinale gleichzeitig zu den bedeutendsten zählt, mit Joe Wrights Abbitte. Die wichtigste der fünf Sektionen des Festivals war der internationale Wettbewerb, in dem 23 Filme um den Goldenen Löwen konkurrierten.
Diese Auszeichnung ging schließlich an den taiwanischen Regisseur Ang Lee für den Thriller Gefahr und Begierde. 2007 wurden zwei Goldene Löwen als Ehrenpreise vergeben. Bernardo Bertolucci erhielt einen Preis anlässlich des 75. Jubiläums des Festivals und Tim Burton wurde mit dem Goldenen Löwen für sein Lebenswerk ausgezeichnet.

## Wettbewerb

### Jury
Weil das Festival 2007 sein 75-jähriges Bestehen feierte, bestand die siebenköpfige Jury ausschließlich aus Regisseuren. Der chinesische Regisseur Zhang Yimou, der zweimal (1992 und 1998) den Goldenen Löwen gewonnen hatte, hatte den Vorsitz über die Jury.
Zhang zur Seite standen die Französin Catherine Breillat, die Neuseeländerin Jane Campion, der Mexikaner Alejandro González Iñárritu, die Italiener Emanuele Crialese und Ferzan Özpetek sowie der Niederländer Paul Verhoeven.

### Filme
Die meisten der 23 Spielfilme im internationalen Wettbewerb waren, wie schon in den Vorjahren, englischsprachig. Acht Filme wurden in den Vereinigten Staaten produziert, vier im Vereinigten Königreich. Alle teilnehmenden Regisseure waren Männer. Alle 23 Filme feierten in Venedig ihre Weltpremiere.
Neben dem Eröffnungsfilm Abbitte des Briten Joe Wright mit Keira Knightley und James McAvoy war auch Ken Loach mit seinem Film It’s a Free World für das Vereinigte Königreich vertreten. Alle britischen Filme im Wettbewerb außer Abbitte entstanden als Koproduktionen, so auch Kenneth Branaghs 1 Mord für 2, eine Neuverfilmung des Films Mord mit kleinen Fehlern von Joseph L. Mankiewicz aus dem Jahr 1972. Peter Greenaway verfilmt mit Nightwatching das Leben des niederländischen Malers Rembrandt van Rijn, wobei Martin Freeman in der Hauptrolle agiert.
Brian De Palma verarbeitete in seinem Film Redacted auf kritische Weise den Irakkrieg, während Paul Haggis in Im Tal von Elah von den Ermittlungen zu einem Mord an einem jungen Mann erzählt, der als Soldat im Irak gedient hat. Tony Gilroy stellte in Venedig den Politthriller Michael Clayton mit George Clooney in der Titelrolle vor. In I’m Not There unter der Regie von Todd Haynes verkörpern sechs Darsteller (darunter Heath Ledger, Christian Bale, Richard Gere und Cate Blanchett) verschiedene Aspekte aus dem Leben des Folksängers Bob Dylan. In Andrew Dominiks Western Die Ermordung des Jesse James durch den Feigling Robert Ford stellt Brad Pitt die Hauptfigur dar und in Darjeeling Limited von Wes Anderson ist neben Owen Wilson und Adrien Brody auch Bill Murray zu sehen.
Italienische Filme machten etwa ein Fünftel des internationalen Wettbewerbs aus. Neben Andrea Porporati und Vincenzo Marra schickt auch Paolo Franchi einen Film in den Wettbewerb. Zwei andere Filme sind zwar nicht in italienischer Sprache gefilmt, aber Koproduktionen: Ken Loachs It's a Free World... und Éric Rohmers Les Amours d’Astrée et Céladon. Ken Loachs Film ist der einzige Film im Wettbewerb, den ein deutschsprachiges Land mitproduzierte. Deutschsprachige Filme fehlen vollkommen.
Youssef Chahine wirft in seinem Film Heya fawda einen Blick auf Polizeibrutalität. Dieser Film war der erste ägyptische Film im Wettbewerb um den Goldenen Löwen seit 25 Jahren. Das letzte Mal war Ägypten ebenfalls von Chahine vertreten worden, als dieser 1982 mit Hadduta Massrijja – Eine ägyptische Geschichte teilgenommen hatte. Den einzigen russischen Film veröffentlichte Nikita Michalkow mit 12. Dieser Film war Michalkows erste Arbeit als Regisseur, seit seinem Der Barbier von Sibirien von 1998. Im französischen Beitrag Couscous mit Fisch erzählt Abdellatif Kechiche von einer armen Immigrantenfamilie in Frankreich.
Vier asiatische Filme komplettierten den Wettbewerb. Zwei davon – Lee Kang Shengs Bangbang wo aishen und Ang Lees Gefahr und Begierde – wurden in Taiwan produziert. Ang Lee veröffentlichte mit diesem Spionage-Drama mit Tony Leung Chiu Wai in der Hauptrolle seinen ersten chinesischsprachigen Film seit 2001. Der Regisseur Jiang Wen spielte in seinem Film Taiyang zhaochang shenqi selbst die Hauptrolle, während der bekannte US-amerikanische Regisseur Quentin Tarantino diese in Sukiyaki Western Django des Japaners Takashi Miike übernahm. Als „Überraschungsfilm“, dessen Teilnahme am Wettbewerb erst am Aufführungstag bekanntgegeben wurde, startete der Hongkong-Polizeithriller Mad Detective von Johnnie To und Ka-Fai Wai.
| Filmtitel | Regie                  | Produktionsland                                       | Darsteller (Auswahl)                                                 |
| --- | ---------------------- | ----------------------------------------------------- | -------------------------------------------------------------------- |
| 1 Mord für 2 (Sleuth) | Kenneth Branagh        | Vereinigte Staaten                                    | Michael Caine, Jude Law                                              |
| 12 | Nikita Michalkow       | Russland                                              | Nikita Michalkow, Sergei Makowezki, Michail Jefremow                 |
| Abbitte (Atonement) | Joe Wright             | Vereinigtes Königreich                                | Keira Knightley, James McAvoy, Vanessa Redgrave                      |
| Les Amours d’Astrée et Céladon                                                                                            | Éric Rohmer            | Frankreich, Italien, Spanien                          | Stéphanie Crayencour, Andy Gillet, Cécile Cassel                     |
| Bangbang wo aishen | Lee Kang Sheng         | Taiwan                                                | Lee Kang Sheng, Yin Shin                                             |
| Chaos | Youssef Chahine        | Ägypten                                               | Khaled Saleh, Mena Shalaby, Hala Sedky                               |
| Couscous mit Fisch (La Graine et le mulet)                                                                                | Abdellatif Kechiche    | Frankreich                                            | Habib Boufares, Hafsia Herzi, Marzouk Bouraouïa, Faridah Benkhetache |
| Darjeeling Limited (The Darjeeling Limited)                                                                               | Wes Anderson           | Vereinigte Staaten                                    | Owen Wilson, Adrien Brody, Jason Schwartzman, Anjelica Huston        |
| Il dolce e l'amaro | Andrea Porporati       | Italien                                               | Fabrizio Gifuni, Luigi Lo Cascio, Donatella Finocchiaro              |
| En la ciudad de Sylvia | José Luis Guerín       | Spanien                                               | Pilar López de Ayala, Xavier Lafitte                                 |
| Die Ermordung des Jesse James durch den Feigling Robert Ford (The Assassination of Jesse James by the Coward Robert Ford) | Andrew Dominik         | Vereinigte Staaten                                    | Brad Pitt, Casey Affleck, Sam Shepard                                |
| Gefahr und Begierde (Sè, jiè)                                                                                             | Ang Lee                | Taiwan                                                | Tony Leung Chiu Wai, Joan Chen, Tang Wei                             |
| I’m Not There | Todd Haynes            | Vereinigte Staaten                                    | Richard Gere, Cate Blanchett, Heath Ledger                           |
| Im Tal von Elah (In the Valley of Elah)                                                                                   | Paul Haggis            | Vereinigte Staaten                                    | Tommy Lee Jones, Charlize Theron, Susan Sarandon                     |
| It’s a Free World | Ken Loach              | Vereinigtes Königreich, Italien, Deutschland, Spanien | Juliet Ellis, Leslaw Zurek, Kierston Wareing                         |
| Mad Detective | Johnnie To, Ka-Fai Wai | Hongkong                                              |                                                                      |
| Michael Clayton | Tony Gilroy            | Vereinigte Staaten                                    | George Clooney, Tilda Swinton, Sydney Pollack                        |
| Nessuna qualità agli eroi                                                                                                 | Paolo Franchi          | Italien, Schweiz, Frankreich                          | Elio Germano, Bruno Todeschini, Irène Jacob                          |
| Nightwatching | Peter Greenaway        | Vereinigtes Königreich, Polen, Kanada, Niederlande    | Martin Freeman, Emily Holmes, Eva Birthistle                         |
| L’ora di punta | Vincenzo Marra         | Italien                                               | Fanny Ardant, Michele Lastella, Giulia Bevilacqua                    |
| Redacted | Brian De Palma         | Vereinigte Staaten                                    | Kel O’Neill, Daniel Stewart Sherman                                  |
| Sukiyaki Western Django                                                                                                   | Takashi Miike          | Japan                                                 | Quentin Tarantino, Hideaki Ito, Kaori Momoi                          |
| Taiyang zhaochang shenqi                                                                                                  | Jiang Wen              | Volksrepublik China, Hongkong                         | Jiang Wen, Joan Chen, Zhou Yun                                       |

### Preisträger
Der Goldene Löwe für den besten Film ging an Ang Lee für Gefahr und Begierde. Lee wurde damit bereits zum zweiten Mal innerhalb weniger Jahre mit dieser wichtigsten Auszeichnung des Festivals geehrt; 2005 hatte er mit seinem englischsprachigen Brokeback Mountain den Goldenen Löwen gewonnen.
Weitere Auszeichnungen:
- Silberner Löwe – Großer Preis der Jury: Todd Haynes für I’m Not There und Abdellatif Kechiche für Couscous mit Fisch
- Silberner Löwe – Beste Regie: Brian De Palma für Redacted
- Coppa Volpi – Bester Darsteller: Brad Pitt für Die Ermordung des Jesse James durch den Feigling Robert Ford
- Coppa Volpi – Beste Darstellerin: Cate Blanchett für I’m Not There
- Marcello-Mastroianni-Preis – Bester Nachwuchsdarsteller: Hafsia Herzi für Couscous mit Fisch
- Osella – Beste technische Leistung: Rodrigo Prieto für seine Leistung als Kameramann in Gefahr und Begierde
- Osella – Bestes Drehbuch: Paul Laverty für It’s a Free World
- Speziallöwe: Nikita Michalkow für sein Gesamtwerk

## Orizzonti
Mit der Sektion Orizzonti (dt.: „Horizonte“) sollen die „neuen Wege des Kinos“ abgebildet werden. Orizzonti besteht wiederum aus einer Sektion für fiktionale Filme und einer für Dokumentarfilme. Der japanische Regisseur Shinji Aoyama eröffnete die Sektion mit seinem Film Sad Vacation. Abschlussfilme waren Tonino De Bernardis Médée Miracle mit Isabelle Huppert in der Hauptrolle in der fiktionalen Sektion und Lav Diaz’ Kagadanan sa banwaan ning mga engkanto in der Dokumentarsektion.
Eine internationale Jury bestimmte die Gewinner des Orizzonti-Preises für fiktionale Filme und des Orizzonti-Doc-Preises für Dokumentarfilme. Vorsitzender dieser Jury war der US-amerikanische Independentfilmemacher Gregg Araki. Ihm zur Seite standen:
- Frederick Wiseman, US-amerikanischer Dokumentarfilmer
- Hala Alabdalla Yakoub, syrischer Regisseur und Filmproduzent
- Giorgia Fiorio, italienischer Fotograf, Musiker und Filmemacher
- Ulrich Gregor, deutscher Filmhistoriker

Während der mit 20.000 Euro dotierte Orizzonti-Preis an den Esten Veiko Õunpuu für Sügisball (Herbstball) ging, verlieh die Jury den Orizzonti-Doc-Preis an den Chinesen Jia Zhangke, den Gewinner des Goldenen Löwen im Vorjahr, für Wuyong. Eine besondere Erwähnung bekam der philippinische Film Kagadanan sa banwaan ning mga engkanto von Lav Diaz.

### Fiktionale Filme
| Filmtitel                | Regie                                | Produktionsland        |
| ------------------------ | ------------------------------------ | ---------------------- |
| Cochochi                 | Laura Amelia Guzman, Israel Cardenas | Mexiko                 |
| Exodus                   | Penny Woolcock                       | Vereinigtes Königreich |
| Geomen tangyi sonyeo oi  | Jeon Soo-il                          | Südkorea, Frankreich   |
| L'Histoire de Richard O. | Damien Odoul                         | Frankreich             |
| Mal Nascida              | João Canijo                          | Portugal               |
| Médée Miracle            | Tonino De Bernardi                   | Italien, Frankreich    |
| Sad Vacation             | Shinji Aoyama                        | Japan                  |
| Searchers 2.0            | Alex Cox                             | Vereinigte Staaten     |
| Die Stille vor Bach      | Pere Portabella                      | Spanien                |
| Sügisball                | Veiko Õunpuu                         | Estland                |
| Xiaoshuo                 | Lü Yue                               | Volksrepublik China    |

### Dokumentarfilme
| Filmtitel                              | Regie                      | Produktionsland     |
| -------------------------------------- | -------------------------- | ------------------- |
| L'Aimée                                | Arnaud Desplechin          | Frankreich          |
| Anabazys                               | Joel Pizzini, Paloma Rocha | Brasilien           |
| Andarilho                              | Cao Guimarães              | Brasilien           |
| Berlin                                 | Julian Schnabel            | Vereinigte Staaten  |
| Kagadanan sa banwaan ning mga engkanto | Lav Diaz                   | Philippinen         |
| Madri                                  | Barbara Cupisti            | Italien             |
| Man from Plains                        | Jonathan Demme             | Vereinigte Staaten  |
| Il passaggio della linea               | Pietro Marcello            | Italien             |
| San                                    | Du Haibin                  | Volksrepublik China |
| Staub                                  | Hartmut Bitomsky           | Deutschland         |
| Wuyong                                 | Jia Zhangke                | Volksrepublik China |

## Corto Cortissimo
In der Wettbewerbssektion Corto Cortissimo wurden achtzehn Kurzfilme im 35-mm-Format gezeigt, die eine Länge von dreißig Minuten nicht überschreiten. Die Jury wurde angeführt vom französischen Filmregisseur, Autoren und Musiker François-Jacques Ossang. Die weiteren Jurymitglieder waren die marokkanische Regisseurin Yasmine Kassari und der italienische Filmeditor Roberto Perpignani.
In dieser Sektion gab es 2007 eine Retrospektive zu Marokko. Es wurden vierzehn Kurzfilme marokkanischer Regisseure gezeigt.
Die Jury dieser Sektion entschied sich dafür, dass der britische Schauspieler Paddy Considine für sein Regiedebüt Dog Altogether mit dem Silbernen Löwen für den besten Kurzfilm ausgezeichnet werden solle. Eine besondere Erwähnung verlieh man dem russischen Werk Ljudi is kamnja unter der Regie Leonid Rybakows. Den Prix UIP gewann der spanische Film Erlösung von Eduardo Chapero-Jackson; dieser Film ist damit auch für den Europäischen Filmpreis nominiert.
| Filmtitel                | Regie                          | Produktionsland                    | Länge      |
| ------------------------ | ------------------------------ | ---------------------------------- | ---------- |
| Adil e Yusuf             | Claudio Noce                   | Italien                            | 30 Minuten |
| Blind Man's Eye          | Matthew Talbot-Kelly           | Irland                             | 6 Minuten  |
| Cargo                    | Leo Woodhead                   | Tschechien, Neuseeland             | 12 Minuten |
| Coffee and Allah         | Sima Urale                     | Neuseeland                         | 14 Minuten |
| Crossbow                 | David Michôd                   | Australien                         | 14 Minuten |
| Dans la peau             | Zoltán Horváth                 | Schweiz, Frankreich                | 12 Minuten |
| Dog Altogether           | Paddy Considine                | Vereinigtes Königreich             | 16 Minuten |
| Erlösung (Alumbramiento) | Eduardo Chapero-Jackson        | Spanien                            | 15 Minuten |
| Fish                     | Juhn Jaihong                   | Südkorea, Vereinigte Staaten       | 15 Minuten |
| Friends Forever          | Marçal Forés                   | Vereinigtes Königreich             | 22 Minuten |
| Fritt Fall               | Caroline Cowan                 | Schweden                           | 27 Minuten |
| Guo dao                  | Zhang Yue                      | Volksrepublik China                | 20 Minuten |
| Ljudi is kamnja          | Leonid Rybakow                 | Russland                           | 19 Minuten |
| Skyggen af Tvivl         | Esben Tønnesen                 | Dänemark                           | 19 Minuten |
| Sta ja znam              | Sejla Kameric, Timur Makarevic | Bosnien und Herzegowina, Slowenien | 15 Minuten |
| Tony Zoreil              | Valentin Potier                | Frankreich                         | 18 Minuten |
| Turelem                  | László Nemes Jeles             | Ungarn                             | 14 Minuten |
| Wazki                    | Justyna Nowak                  | Polen                              | 15 Minuten |

## Filme außerhalb des Wettbewerbs
Außerhalb der drei Wettbewerbssektionen wurden Filme von einigen bereits etablierten Regisseuren gezeigt. So präsentierte Woody Allen sein Cassandras Traum mit Colin Farrell und Ewan McGregor als rivalisierende Brüder. Claude Chabrol zeigte sein Werk Die zweigeteilte Frau und Takeshi Kitano, der 1998 für sein Hana-Bi mit dem Goldenen Löwen ausgezeichnet worden war, seinen Film Kantoku! Banzai!.
Die diesjährige Retrospektive war dem „Spaghetti Western“ gewidmet. Sie bildete den vierten Teil der Reihe Geheime Geschichte des italienischen Films, in der Filme, die wichtig für die italienische Filmgeschichte waren, restauriert gezeigt werden, und umfasst die Jahre 1964 bis 1976.

## Queer Lion
In diesem Jahr wurde erstmals der Preis „Queer Lion“ an einen Film mit homosexuellen Inhalten vergeben. Der Preis hat eine ähnliche Funktion wie der Teddy Award auf der Berlinale. Das Festival bereitete sich vier Jahre lang auf diesen Preis vor. 2007 wurde er an den Film The Speed of Life von Ed Radtke verliehen, der in der Sektion Giornate degli autori, einer Sektion für Autorenfilme, lief.